# Organización de Pioneros de la Unión de Jóvenes Socialistas
La Organización de Pioneros de la Unión de Jóvenes Socialistas (en checo: Pionýrská Organizace Socialistického Svazu Mládeže) (POSSM), en eslovaco: Pionierska organizácia Socialistického zväzu mládeže) (POSZM), fue una organización infantil y juvenil marxista-leninista de la antigua Checoslovaquia, creada por el Partido Comunista de Checoslovaquia.

## Membresía
Aunque la pertenencia a la organización era voluntaria, todos los niños checoslovacos debían unirse a ella a partir de los seis años de edad. La palabra checa pionýr es un sinónimo aproximado de la palabra inglesa scout. El movimiento de los pioneros checos se inspiraba parcialmente en el escultismo.

## Actividades
Las actividades de los pioneros eran parecidas a las actividades que llevaban a cabo los exploradores, el movimiento del Sokol checo, el Komsomol soviético, y la Organización de Pioneros de Toda la Unión Vladímir Ilich Lenin. Las actividades originales de los pioneros checoslovacos incluían la eliminación de malas hierbas y la recolección de papel y cartón para su posterior reciclaje por parte de la industria checoslovaca. La recolección era un evento de competición de ámbito nacional, el equipo ganador recibía un premio y la atención de los medios. Otras actividades incluían la creación de carteles de propaganda prosoviética elogiando a la URSS y al Estado socialista. Los pioneros checoslovacos fomentaban la amistad con los otros países comunistas de Europa Oriental. Los jóvenes pioneros recitaban poemas en varios festivales organizados por los comunistas. La actividad más popular eran los campamentos de verano, donde a veces participaban organizaciones de jóvenes comunistas del Bloque del Este. Las actividades del grupo cambiaron con el paso del tiempo, la orientación política del grupo era más radical en los años setenta y fue evolucionando hacia posiciones más moderadas en los años ochenta, debido a la Perestroika de Mijaíl Gorbachov.

## Uniforme
El uniforme consistía en un camisa de color azul claro, y unos pantalones de color gris. El uniforme femenino consistía en una camisa blanca y una falda o unos pantalones de color azul oscuro. Ambos géneros vestían un pañuelo rojo en el cuello.

## Ideología y declaración fundacional
La declaración fundacional de los pioneros checoslovacos fue escrita en 1949 y declara que un pionero debe ser un modelo para los otros chicos y chicas, ama a su nación y a la construcción del socialismo bajo el liderazgo del partido. El joven pionero desea la paz y la libertad de todas las naciones. Ama a la gloriosa Unión Soviética, la tierra de la libertad, la paz y el socialismo. Aprende bien, un pionero está preparado para ir a la escuela cada día, le gustan los libros y ama la educación. El pionero es un constructor consciente del socialismo. Es trabajador, respeta el trabajo que beneficia a las masas, contribuye a él con su esfuerzo personal, y ayuda a sus parientes. Se ocupa de su salud e higiene personal. Es un obrero leal y un firme defensor de la patria socialista. Es disciplinado, hace caso de sus padres, maestros y dirigentes, está conforme con la voluntad del partido y con el bien colectivo. Defiende su honor de pionero, lucha y se esfuerza por la verdad, es honrado y responsable. No es egoísta y obra siempre con justicia. El pionero es el joven guardián de su tierra. Ama la naturaleza, respeta la creación y al pueblo trabajador. Es ahorrador y protege la propiedad estatal de los medios de producción. Es un leal y serio camarada, ayuda a sus compañeros de clase y es amigo de los niños. Se prepara para ser admitido en la Unión de Jóvenes Socialistas (UJS) a su debido tiempo. Debe ser siempre un pionero ejemplar para ser aceptado en la UJS, junto a los constructores de la República. 

## Lema y respuesta
Lema: Para la construcción y la defensa de la nación socialista, estamos preparados! (en checo: K budování a obraně socialistické vlasti, buď připraven!). Respuesta: Siempre preparados! (en checo: Vždy připraven!).